# Myrmecia mandibularis
Espèce
Synonymes
- Myrmecia fulvipes coelatinoda
- Myrmecia mandibularis aureorufa
- Myrmecia mandibularis postpetiolaris
- Promyrmecia laevinodis

Myrmecia mandibularis est une espèce de fourmi originaire d'Australie. Les plus fortes populations de cette fourmi géante se trouvent dans le sud du pays, en particulier dans les agglomérations de Perth et d'Adélaïde.
L'espèce est décrite pour la première fois en 1858.

## Nom vernaculaire et classement
Du fait de son agressivité, cet insecte social est aussi connu sous le nom vernaculaire de « fourmi bouledogue ».
La fourmi bouledogue appartient au genre Myrmecia, à la sous-famille Myrmeciinae.
La plupart des ancêtres des fourmis du genre Myrmecia n'ont été retrouvés que dans des fossiles, à l’exception de Nothomyrmecia macrops, seul parent vivant actuellement.

## Biologie
La taille des ouvrières de l'espèce Myrmecia mandibularis varie de 12 à 15 mm de long ; les mâles ne dépassent pas 12 mm. Myrmecia mandibularis présente une morphologie similaire à Myrmecia pilosula, à l'exception de ses mandibules qui sont entièrement noires et son abdomen orange.

## Source de la traduction
- (en) Cet article est partiellement ou en totalité issu de l’article de Wikipédia en anglais intitulé « Myrmecia mandibularis » (voir la liste des auteurs).